# Шелехова Тетяна Григорівна
Тетяна Шелехова (Растопшіна; народилась 4 квітня 1946 року) — українська радяньська ковзанярка. Вона виграла срібну медаль на чемпіонаті світу в 1973 році і бронзову медаль на чемпіонаті Європи в 1974 році На Зимових Олімпійських іграх 1976 року вона змагалася на 1000 м і 3000 м і фінішувала відповідно на 15-у і 14-у місцях.
У 1973 році вона здобула два національних звання, на 1000 м і 1500 м. Вона посіла друге місце в 1972 і 1974 роках, та третє місце в 1973 році
Особисті рекорди:
- 500 м — 43,50 (1974 р.)
- 1000 м — 1: 26,8 (1973)
- 1500 м — 2: 14,3 (1973)
- 3000 м — 4: 47,0 (1973)
- 5000 м — 8: 48,3 (1976)